# Kreis Kurbin
Der Kreis Kurbin (albanisch: Rrethi i Kurbinit) war einer der 36 Verwaltungskreise Albaniens, die im Sommer 2015 nach einer Verwaltungsreform aufgehoben worden sind. Hauptstadt des Kreises war Laç. Mit einer Fläche von 263 Quadratkilometern war er der drittkleinster Kreis Albaniens. Das Gebiet im Qark Lezha bildet heute die Gemeinde Kurbin.
Kurbin liegt an der Ufer der Adria rund 30 Kilometer nördlich von Tirana.
Im Kreis Kurbin lebten im Jahr 2011 46.291 Einwohner (Volkszählung). Die lokalen Behörden gaben aber eine Zahl von 73.287 Einwohnern (2007) an.

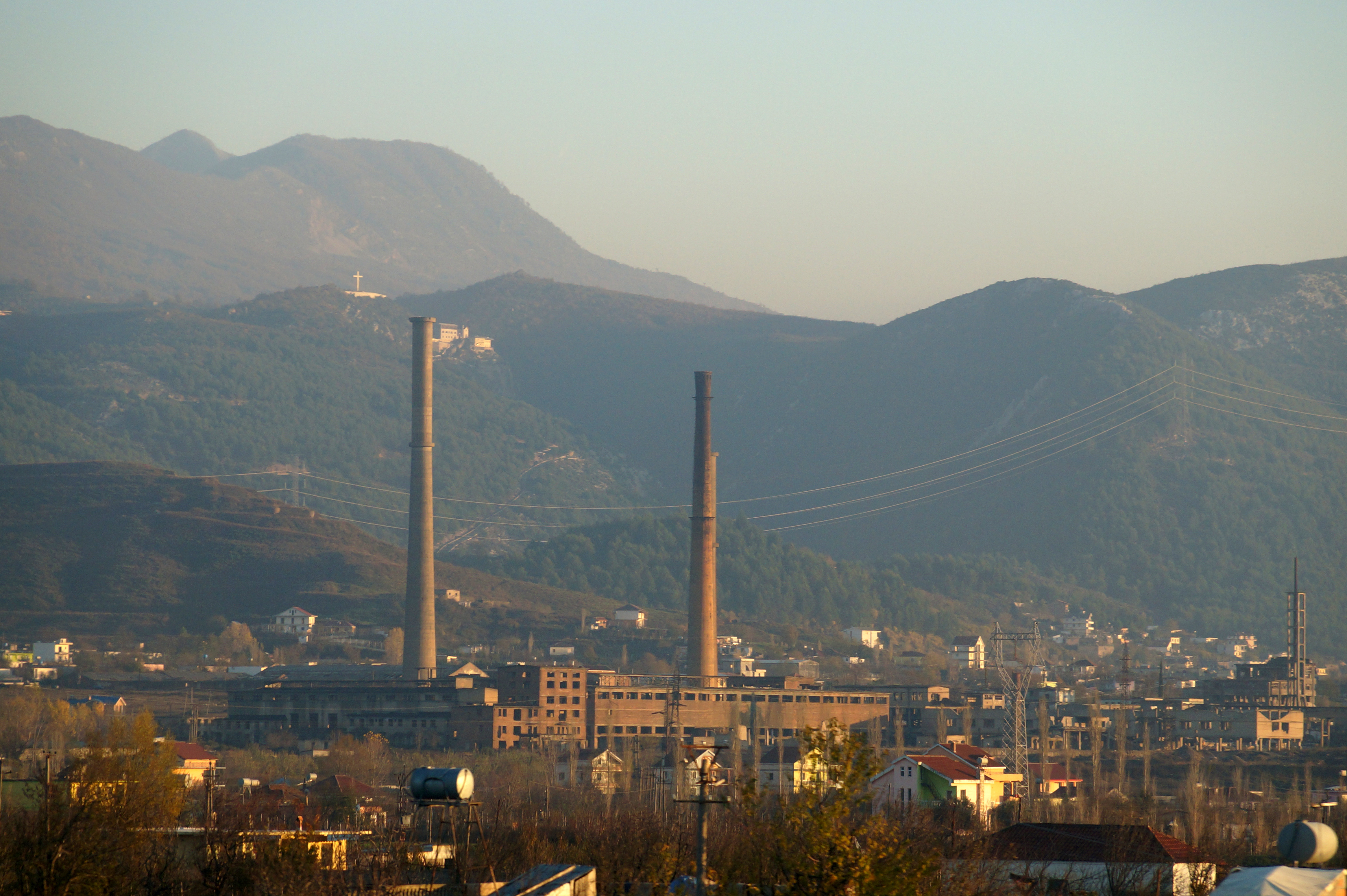
Verfallene Fabriken bei Laç

Bis in die frühen 1990er Jahre gehörte Kurbin zum Kreis Kruja. 1992 wurde er als Kreis Laç gegründet. 1999 erhielt der Kreis seinen aktuellen Namen. Die offizielle Abkürzung lautet seither KB. Auf Kfz-Kennzeichen wird aber noch immer der Kürzel LA verwendet.
| Name        | Einwohner | Gemeindeart |
| ----------- | --------- | ----------- |
| Laç         | 17.086    | Bashkia     |
| Mamurras    | 15.284    | Bashkia     |
| Fushë-Kuqja | 5.460     | Komuna      |
| Milot       | 8.461     | Komuna      |